# Альянс воеводинских венгров

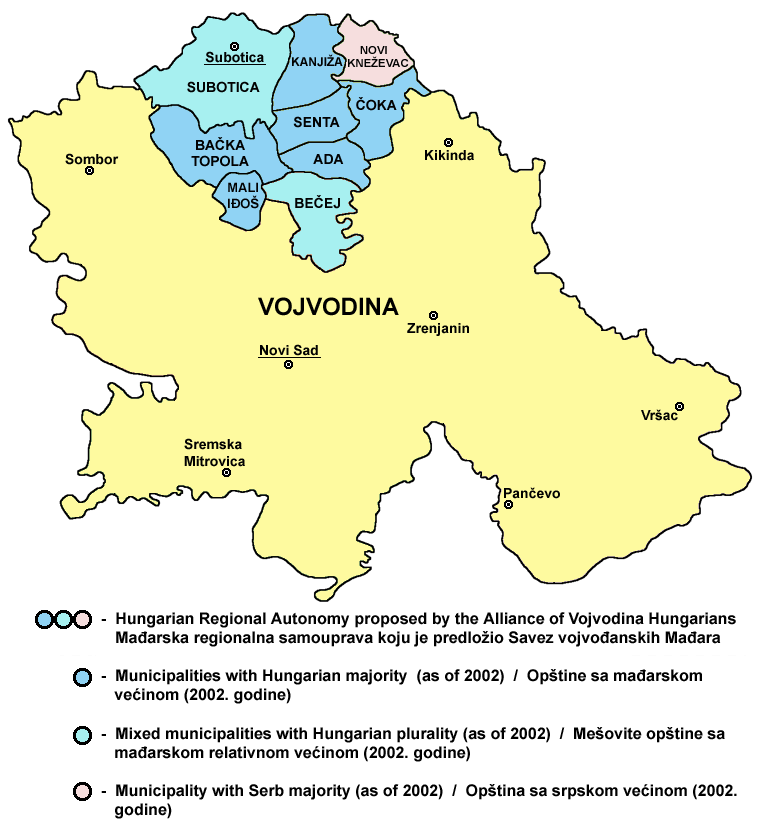
Предлагаемая партией венгерская региональная автономия

Альянс воеводинских венгров (серб. Савез војвођанских Мађара / Savez vojvođanskih Mađara, венг. Vajdasági Magyar Szövetség) — партия, выражающая интересы венгерского меньшинства в сербском автономном крае Воеводина. Партия выступает за создание в северной Воеводине венгерской региональной автономии.
Альянс воеводинских венгров вместе с двумя небольшими венгерскими партиями образует венгерскую коалицию, лидером которой являлся Иштван Пастор. Венгерская коалиция участвовала в парламентских выборах 2008 года и получила 1,81 % голосов (4 места в Скупщине). Коалиция входит в правящую коалицию под руководством премьер-министра Мирко Цветковича, однако не представлена в правительстве министрами. Также коалиция участвует в местных выборах в Воеводине. На выборах 2012 года получила 1,75 % голосов (5 мест в Скупщине), а на выборах 2014 года — 2,10 % голосов (6 мест в Скупщине).
Наибольшей поддержкой партия (и возглавляемая ей венгерская коалиция) пользуется в Северно-Бачском и Северно-Банатском округах.

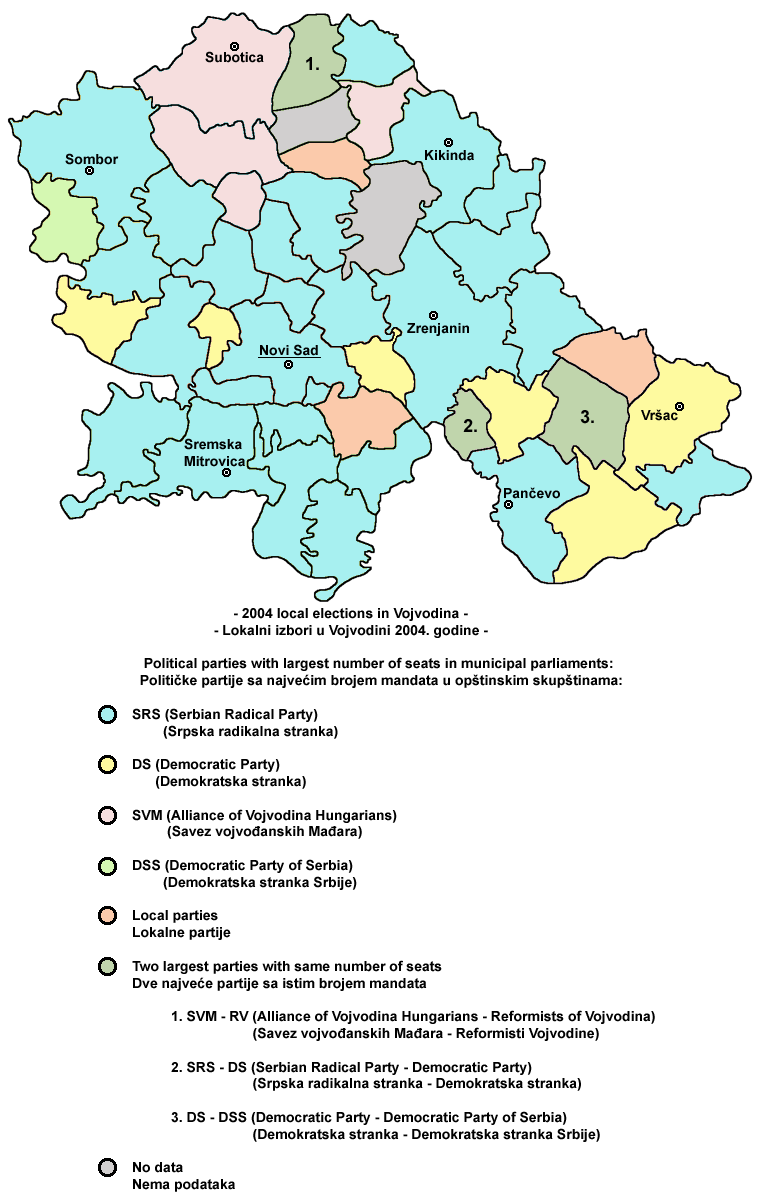
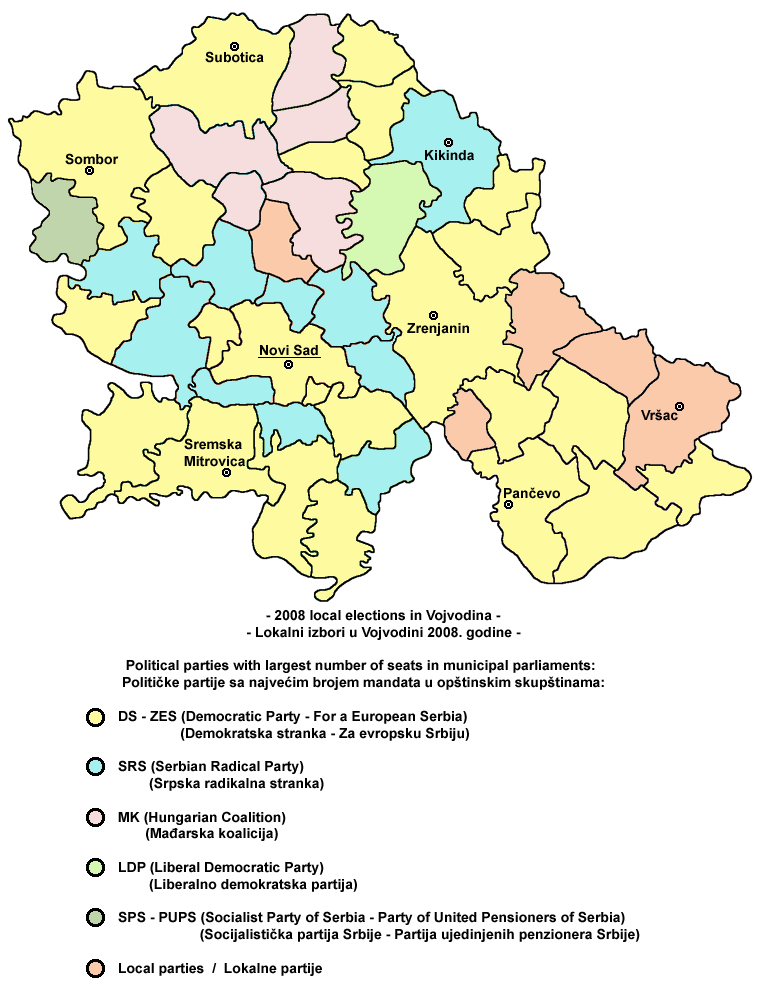
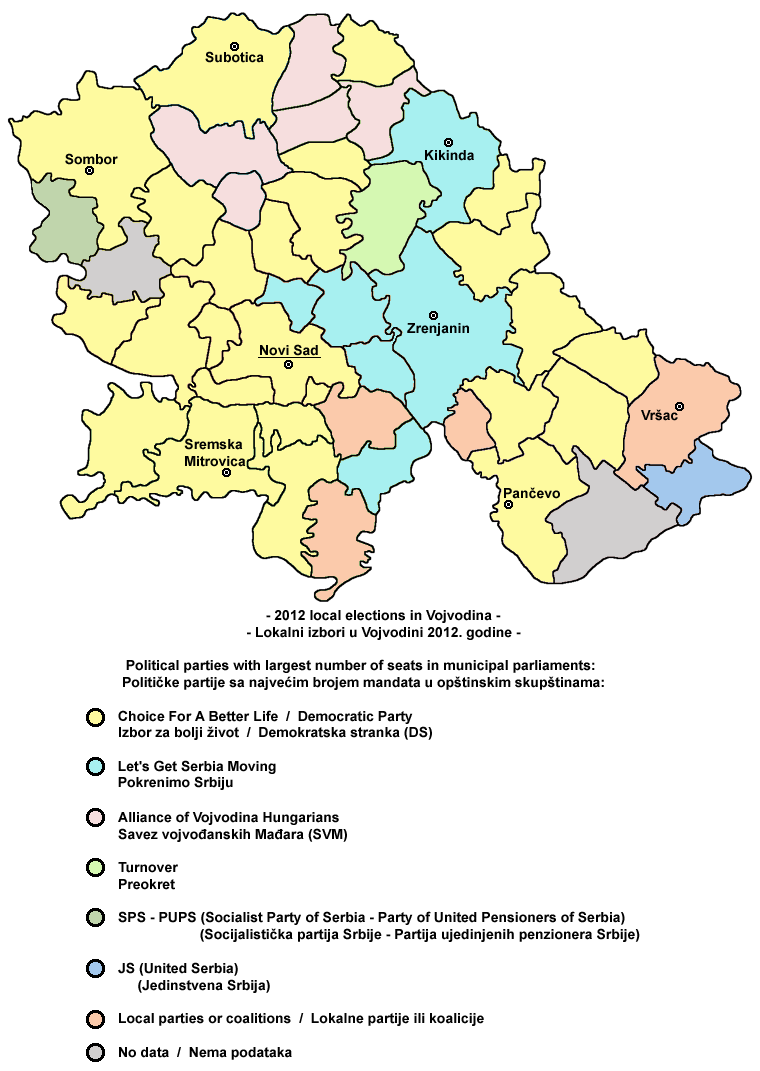